# Vannella septentrionalis
Vannella septentrionalis – gatunek ameby należący do rodziny  Vannellidae z supergrupy Amoebozoa według klasyfikacji Cavaliera-Smitha.
Forma pełzająca jest kształtu łopatkowatego albo flagowatego. Hialoplazma zajmuje około połowę całkowitej długości pełzaka, tylny koniec ciała wklęsły lub trójkątny. Osobnik dorosły osiąga wielkość 15 – 33 μm. Posiada pojedyncze jądro o średnicy 3,7 – 5,6 μm z centralnie umieszczonym jąderkiem o średnicy 1,9 – 3,2 μm.
Forma swobodnie pływająca posiada krótkie, tępo zakończone pseudopodia.
Występuje w morzu.